# 왕촉
왕촉(王燭)은 기원전 3세기 제나라 민왕(湣王) 때 인물이다.
연나라 군대가 제나라를 침략하였을 때 항복을 권유하였으나, 충신은 두 임금을 섬기지 않다고 말하였다.
말은 끝낸 왕촉은 목을 나뭇가지에 걸고 발버둥치니 목이 부러져 죽었다.
여러 지역으로 흩어진 제나라 유민들은 왕촉의 행동에 자극을 받아, 심기일전하여 태자 전법장(田法章)을 찿아내어 나라를 재건한다.
후에, 왕촉은 충신의 대명사가 되었다.